# Cryptocephalus imperialis
Cryptocephalus imperialis је врста тврдокрилца из породице буба листара (Chrysomelidae).
Боја покрилаца је жута или оранж. На сваком покрилцу су 3 црне пеге, у карактеристичном распореду. Овај инсект живи у северној Шпанији, Француској, у басену Дунава, на Балкану, у Румунији, Украјини и Турској. Налази у Србији су малобројни, из северног (равничарског) дела земље.